# Constantin Silvestri
Constantin-Nicolae Silvestri (konstanˈtin silˈvestri; ; Bucarest, 31 maggio 1913 – Londra, 23 febbraio 1969) è stato un direttore d'orchestra e compositore rumeno.

## Biografia - Primi anni
Silvestri, nato da ceppo austro-italiano-rumeno, fu cresciuto per lo più da sua madre, suo padre era morto alcolizzato e il patrigno morì quando il ragazzo aveva 16 anni. Aveva imparato a suonare il pianoforte e l'organo prima di compiere i sei anni. Ha suonato il pianoforte in pubblico a 10 anni ed era un abile improvvisatore. Studiò presso il Conservatorio di Târgu Mureş e successivamente al Conservatorio di Bucarest. Tra i suoi insegnanti di Bucarest c'erano Mihail Jora (composizione) e Florica Musicescu (pianoforte). Pur non avendo preso lezioni di direzione orchestrale, aveva già fatto la sua apparizione come direttore da adolescente, debuttando nel 1930 con la Bucharest Radio Symphony Orchestra in un concerto che comprendeva La sagra della primavera e la sua composizione Preludio e Fuga (Toccata).

## Carriera
Il successo di Silvestri in questo concerto del 1930 con National Radio Orchestra della Romania lo convinse a seguire la direzione orchestrale come carriera. Diresse presso l'Opera Nazionale Rumena dal 1935 in poi e, dopo i brevi incarichi di due curatori, diresse anche la Bucharest Philharmonic Orchestra per sei anni, come successore di George Georgescu, in disgrazia come collaboratore nazista. Georgescu, ironia della sorte, assunse la direzione dell'Orchestra della Radio; dopo l'emigrazione di Silvestri all'Occidente, Georgescu avrebbe ripreso il suo posto alla testa della Filarmonica, di lì a poco ribattezzata Filarmonica "George Enescu". Dal 1948 al 1956 Silvestri insegnò al Conservatorio di Bucarest (Conservatorul din Bucureşti), dove fondò il suo Dipartimento di Direzione. Tra gli studenti di Silvestri c'erano Sergiu Comissiona, Marius Constant, Anatol Vieru, Iosif Conta, Edgar Cosma. Dal 1950 Silvestri assunse impegni come ospite in URSS, Cecoslovacchia e Ungheria. La sua carriera in Romania arrivò all'apice nel 1958 con il grande successo dell'anteprima romena di Œdipe, a Bucarest.
Dopo aver lasciato il suo paese d'origine Silvestri fece di Parigi il suo domicilio nel 1959, viaggiando anche in Australia quell'anno, apparendo con la Chicago Symphony Orchestra e l'Orchestra di Filadelfia nel 1960-61, e facendo un certo numero di registrazioni a Parigi, Londra e Vienna per la EMI.
Dopo aver fatto il suo debutto nel Regno Unito con la London Philharmonic Orchestra nel 1957 alla Royal Albert Hall, Silvestri disertò per la Gran Bretagna nel 1961 e assunse la carica di Direttore Principale della Bournemouth Symphony Orchestra. Portò il livello ed il prestigio dell'orchestra ad uno di livello internazionale. Era esigente e meticoloso durante le prove, le sue partiture erano segnate in diversi colori; tuttavia, le sue esecuzioni spesso differivano da un concerto all'altro.
Diventò cittadino britannico nel 1967 poco prima che la sua crescente reputazione venisse interrotta dal peggioramento della salute e dalla morte per cancro all'età di 55 anni. Il suo ultimo concerto fu a Exeter il 29 novembre 1968 e vi è un monumento commemorativo nella chiesa di San Pietro, a Bournemouth.
Almeno tre biografie sono disponibili su Silvestri, di Eugen Pricope, John Gritten e Ioana Raluca Voicu-Arnăuţoiu.

## Registrazioni
In Romania e in Europa orientale, prima di trasferirsi in Occidente, Silvestri ha inciso circa 20 LP, spesso di repertorio, che non ha successivamente registrato nuovamente.
Le registrazioni per la quale è particolarmente ben noto comprendono Overture In the South (Alassio), di Edward Elgar e la Sinfonia n. 5 di Tchaikovsky. Le sue registrazioni hanno ricevuto il primo premio dalla Académie Charles Cros, per la Sinfonia n. 9 "Dal nuovo mondo" di Antonín Dvořák e il Grand Prix du Disque, per Dixtuor for Winds di George Enescu.
Silvestri diresse e registrò con molti delle migliori orchestre del mondo, come la Berliner Philharmoniker, Philharmonia Orchestra, Concertgebouw, Paris Conservatoire Orchestra, Suisse Romande, Wiener Philharmoniker.
Oltre alle registrazioni commerciali, l'etichetta BBC Legends ha pubblicato sei CD di spettacoli radiofonici dal 1960, con Silvestri alla guida dell'Orchestra Bournemouth. Nel 2013 la EMI ha ripubblicato la maggior parte delle sue registrazioni con la compagnia in un set di 15 dischi in cui un critico notò il "carattere coerente e di qualità" delle prestazioni.

## Composizioni
Silvestri compose anche più di 40 brani orchestrali, da camera e lavori vocali. Tra questi ci sono: Preludio e Fuga (Toccata), Sonata Quasi una fantasia, Op 19, n. 2 (1940), Canti Nostalgici, Op 27, n. 1 (1944), Quartetto d'archi, Op 27, n. 2 (1944), Sonata per sola arpa, Tre pezzi per archi, op 4, n. 2 (1933) e Danze rumene della Transilvania, op 4, n. 1 (1930).